# Ivan Jager
Ivan (John) Jager, slovenski in ameriški arhitekt in urbanist * 16. maj 1871, Bistra, Kranjska, Avstro-Ogrska, † 13. oktober 1959,  Minneapolis, Minnesota, Združene države Amerike.
Rodil se je očetu Andreju in materi Katarini (roj. Primožič).

## Dela
- Katoliška cerkev sv. Štefana, Minnesota
- Katoliška cerkev sv. Bernarda, Minnesota, zgrajena v letih 1905–1914
- Hiša na naslovu 6 Red Cedar Lane, Minneapolis, Minnesota, zgrajena leta 1904